# 神代麻子
神代麻子（くましろ あさこ）は、日本のピアニスト。マドリード音楽院出身。

## 経歴
これまでに関根裕子、フランク・フェルナンデスに師事。東京音楽大学卒業後、スペインのマドリード音楽院へ留学。帰国後定期的にリサイタルでスペインの音楽の夕べを開催する。1994年、2002年にハバナ、サンティアーゴ・デ・クーバの2都市でスペイン音楽とキューバ音楽の二部構成によるリサイタルを開催し好評を博す。また同時期にキューバの作曲家エルネスト・レクオーナの作品によるCDをリリースし注目を集めた。
- 1992年：「スペイン音楽とキューバ音楽の夕べ」を開催。
- 1993年：同志社大学ラテンアメリカ。ウィークにてリサイタル。
- 1994年：ハバナ、サンティアゴ・デ・クーバの2都市でリサイタルを開催。
- 1995年：キューバのハバナ、サンティアゴ・デ・クーバの2都市においてリサイタル開催。
- 1997年：ファミリーコンサート「ハバネラからタンゴへ」に出演。2000年　レクオーナの作品によるCDを刊行。
- 2002年：ハバナ、サンティアゴ・デ・クーバの2都市でリサイタルを開催。
- 2004年：5月21日にセルバンテスのダンサとアルベニスの作品を収録したCDをフォンテックより刊行。
- 2019年：10月自身のYouTubeチャンネルを立ち上げ、ピアノ演奏のアップを開始する。[2]

## 指導した主な生徒
五十音順
- 入江麻衣子
- にとまいこ
- 松尾佳奈
- 本田麻衣子

## ディスコグラフィー
- エルネスト・レクオーナ：AFRO-CUBAN DANCE ERNESTO LECUONA PIANO PIECE SELEECTION‐レクオーナピアノ曲集（2000年4月25日、CL-1243410903）
1. マラゲーニャ
2. ニャニゴの踊り
3. 農民の歌
4. 昔風に
5. エル・エスコリアルの前で
6. ラ・コンパルサ
7. そよ風と私（アンダルシア）
8. ａｎｄ　ｔｈｅ　ｂｌａｃｋ　ｗｏｍａｎ　ｗａｓ　ｄａｎｃｉｎｇ
9. ラ・プリメーラ・エン・ラ・フレンテ
10. サンフランシスコ・エル・グランデ
11. ルクミの踊り
12. ラ・カルデネンセ
13. ラ・ムラータ
14. 黒人の踊り
15. 菊のワルツ
16. ついに君にあえた
17. 真夜中のコンガ
18. ジプシー
19. グリッサンド風マズルカ
- イサーク･アルベニス：ハバネラ（2004年5月21日、FOCD-20041）
レコード芸術（音楽出版社）
1. 想い出
2. 冷たいシャワー
3. 夜会
4. ソレダー（母に捧ぐ）
5. 即興曲
6. アディオス・ア・クーバ
7. もう踊らないで！
8. ピコターソス（キツツキ）
9. あなたから遠く離れて
10. 三つの打撃
11. アルメンダーレス（ハバナの河）
12. 遮られた踊り
13. テ・キエロ・タント！（あなたが大好き）
14. スペインの歌 プレリュード（アストゥリアス）
15. スペインの歌 オリエンタル
16. スペインの歌 椰子の木陰
17. スペインの歌 コルドバ
18. スペインの歌 セギディーリャ
- クレオール音楽の系譜～キューバとニューオーリンズ（2019年12月21日、FOCD20120）
1. テデスコ
2. ルイジアナ
3. ホセフィーナ
4. 魂の嘆き
5. 不平がましい女
6. 恋の痛み
7. ぺパの瞳
8. 友情
9. 決意
10. 行ってしまって、もう帰らない
11. 失われた幻想
12. アモローサ
13. ハバネラ
14. アパシオナード
15. 中国人がやって来る
16. バナナの木 （黒人の歌）
17. アンダルシーアの想い出
18. ダンサ
19. 私といっしょに
20. ソリチュード
21. 風刺